# 盧澤恩 (愛荷華州)
盧澤恩（英語：Luzerne）是一個位於美國愛荷華州本頓縣的城市。

## 地理
盧澤恩的座標為41°54′22″N 92°10′49″W / 41.90611°N 92.18028°W，而該地的平均海拔高度為286米（即938英尺）。

## 人口
根據2010年美國人口普查的數據，盧澤恩的面積為0.31平方千米，當中陸地面積為0.31平方千米，而水域面積為0.00平方千米。當地共有人口96人，而人口密度為每平方千米309人。